# 黄兴路 (上海市)
黃興路是中華人民共和國上海市楊浦區的一條南北走向道路，南至长阳路與寧國路相連，北至五角場與翔殷路、四平路、邯鄲路和淞滬路相交。道路全长3860米，馬路上建有上海內環線高架，道路名稱來自於黃興。馬路始建於中華民国15年至20年间(1926年至1931年)，當時起名淞沪路。中華民国20年（1931年）更名為黄兴路。中華民国29年（1940年）更名為合作路。抗日战争胜利后恢復舊名黄兴路。1964年更名為宁国北路，1985年道路名稱再次恢復為黄兴路。